# 雅瓜拉里
雅瓜拉里是巴西巴伊亚州的一个市镇。总面积2567.158平方公里，总人口23770人，人口密度9.3人/平方公里。